# Sonia Guerra López
Sonia Guerra (Barcelona, 9 de enero de 1977) es una investigadora y política española. Fue diputada del PSC por Barcelona en el Congreso de los Diputados y las Diputadas en la XIII y XIV legislatura. Hasta septiembre de 2024, fue la portavoz de Derechos Sociales del Grupo Parlamentario Socialista. Actualmente es la Secretaria General de Igualdad y Feminismo del Gobierno de la Generalitat, tras la investidura de Salvador Illa. El 8 de octubre de 2024 es nombrada por el Consell Executiu Presidenta de Institut Català de les Dones.

## Biografía
Licenciada en Historia por la UB (2000). Máster en Estudios de Mujeres por la UB (2002), Postgrado en Políticas Sociales y Comunitarias por la UAB (2007), Postgrado en Función Gerencial en Servicios Sociales por ESADE (2008-2009) y Máster en Dirección Pública por ESADE (2009-2010). Fue investigadora de la UB (2002-2005), y ha impartido clases en diferentes títulos universitarios y masters de la UB y de la UAB sobre feminismo, políticas sociales, igualdad de oportunidades y gestión pública.
Inició su carrera profesional en el sector público en San Baudilio de Llobregat, el municipio en el que vive desde los dos meses de edad, coordinando el proyecto transnacional “Formación y capacitación política para mujeres”. En 2016, ya en la Diputación de Barcelona, diseñó el Instituto de Formación Política para Mujeres. En enero de 2018 vuelve al Ajuntament de Sant Boi de Llobregat primero como responsable del Servei de Benestar Personal i Comunitari (2008), y posteriormente como Coordinadora del Area d’Igualtat i Drets socials. Finalmente, desde 2018 y hasta su elección como diputada ejerció como Coordinadora de Alcaldía.

## Posiciones

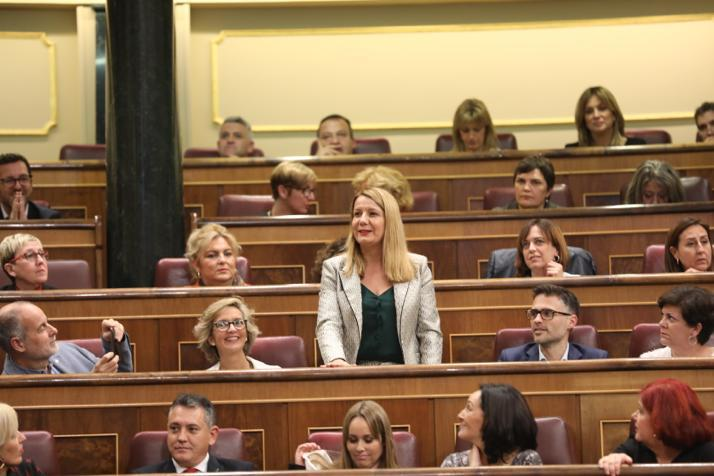
Sonia Guerra, prometiendo el cargo como diputada en 2016

Es la Secretaria de Políticas Feministas del PSC. Anteriormente había sido Secretaria de Formación y Coordinadora de Política Municipal. A nivel territorial, milita en la agrupación de Sant Boi de Llobregat, y es la Secretaria de Política Municipal de la Federación del Bajo Llobregat. Hasta la fecha ha ejercido los cargos de Secretaria de Igualdad y LGTBI, y Secretaria de Políticas Sociales y Gente Mayor en esa Federación.
Como Diputada en las Cortes Generales, fue la Portavoz de la Comisión Derechos Sociales y Políticas Integrales de la Discapacidad, Secretaria Primera de la Comisión de segto. y eval. Acuerdos Pacto de Estado Violencia Género, Vocal de la Comisión de Igualdad y Vocal de la Comisión de Derechos de la Infancia y Adolescencia.
En septiembre de 2024, tras la victoria socialista en las urnas y el nombramiento de Salvador Illa como President de la Generalidad de Cataluña, asume el cargo de Secretaria General de Igualdad y Feminismo, al que un mes después suma la responsabilidad de ser Presidenta del ICD (Institut Català de les Dones), un hecho que Guerra define como "un sueño hecho realidad".

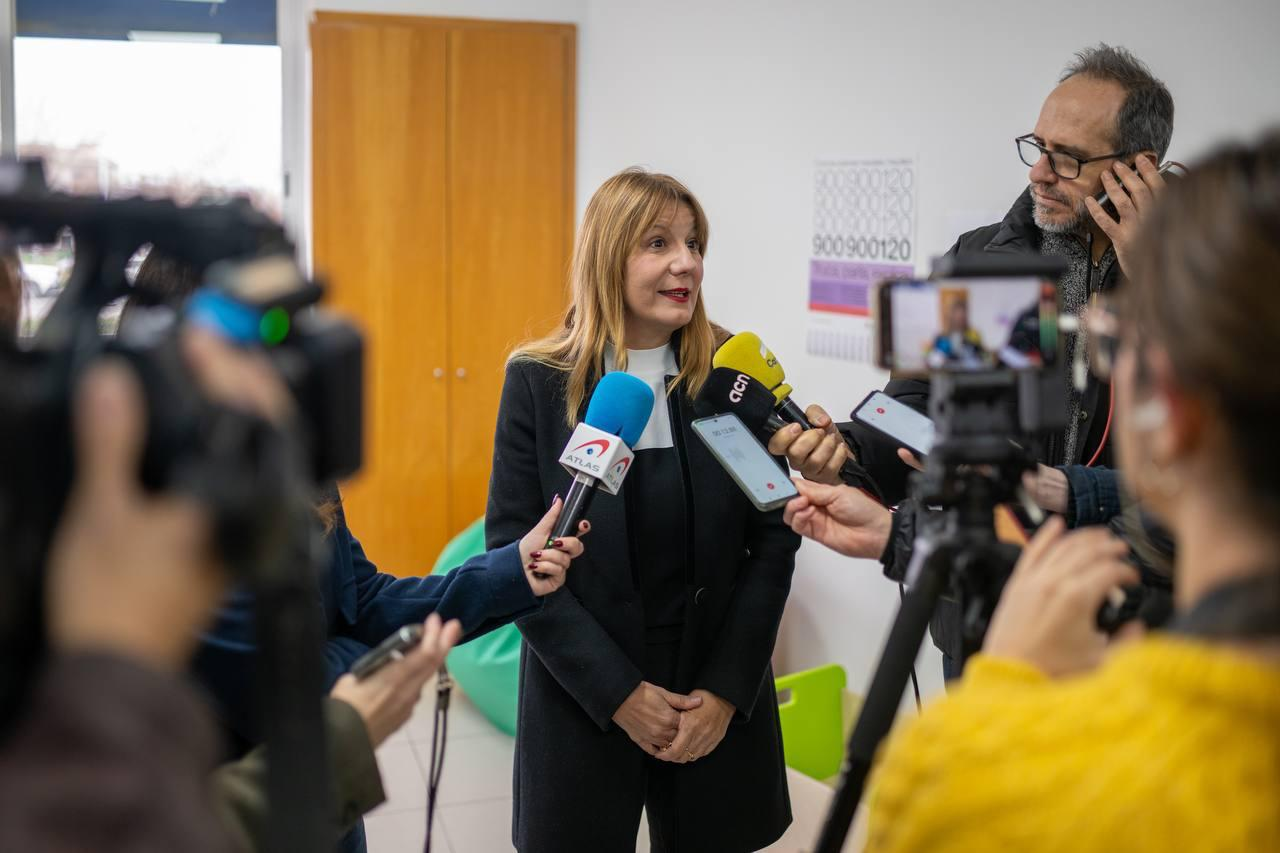
Sonia Guerra como presidenta del Instituto Catalán de las Mujeres

Como Presidenta del ICD, Guerra asume el encargo de redefinir el Instituto para que sea un espacio de formación, especialización, conocimiento, investigación y análisis en materia de políticas públicas de igualdad de género. Así como un punto de referencia para la recuperación de la memoria histórica de las mujeres y del movimiento feminista y un enlace entre las entidades y la red feminista y el Departamento de Igualdad y Feminismo.

Una responsabilidad que compagina con la gestión de la Secretaría General de la Consejería de Igualdad y Feminismo.

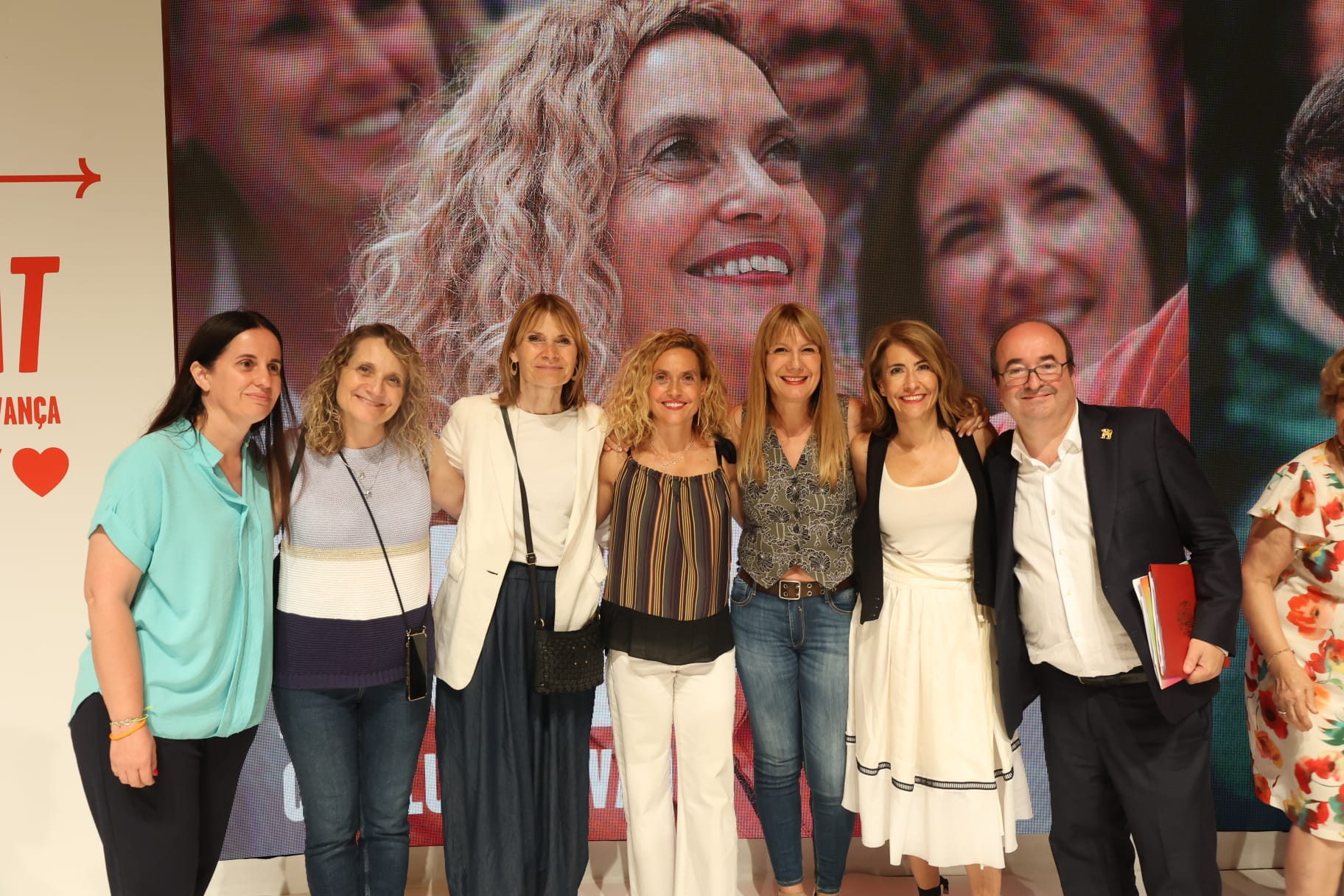
Sonia Guerra, de campaña en la sede del PSC

## Vida personal
Nació en Manresa aunque se trasladó de muy pequeña a Sant Boi de Llobregat donde reside actualmente. Madre de Nora y Didac.
Cinéfila y apasionada de la lectura, defiende la sororidad y la creación de redes entre mujeres como forma de empoderamiento frente al patriarcado. Algunas de sus autoras preferidas son Flora Tristán, María Zambrano y Marcela Lagarde.

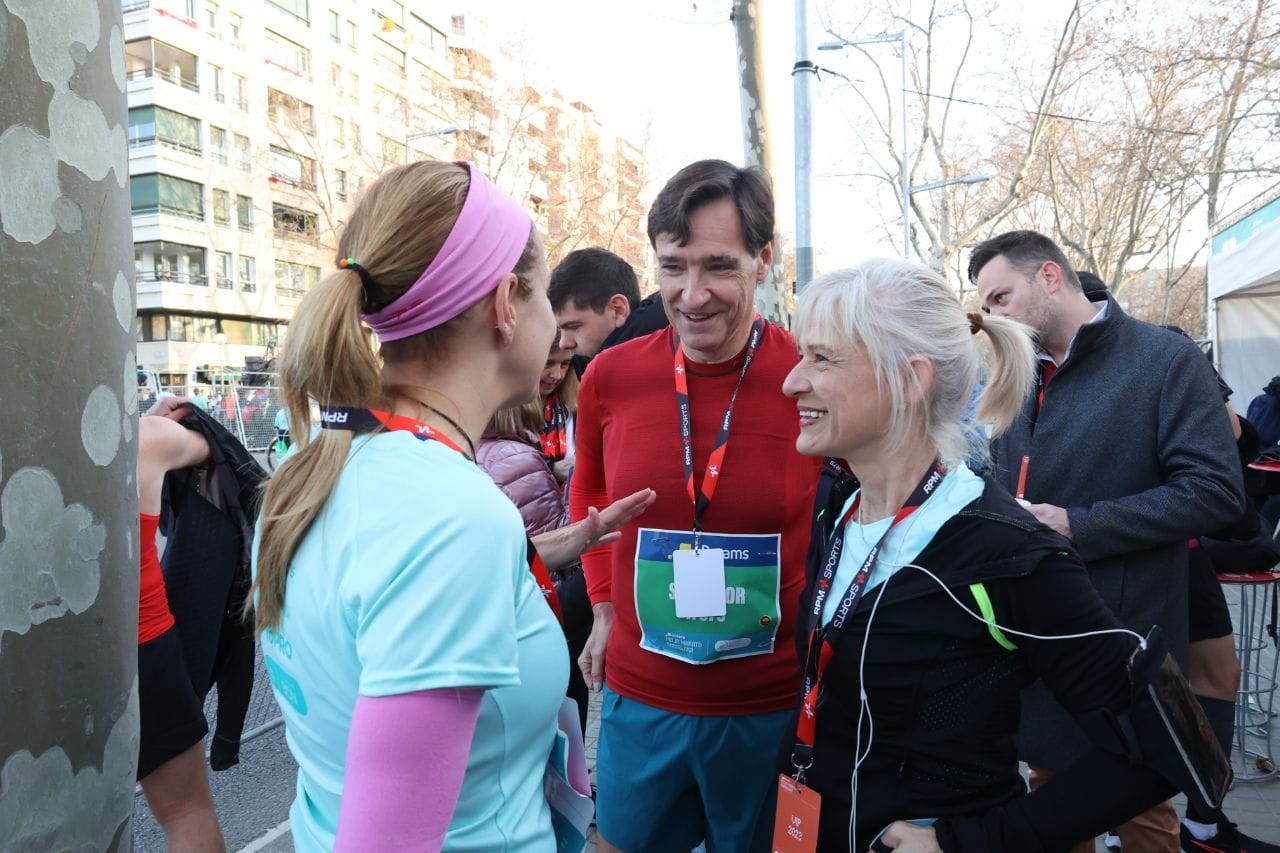
En la media maratón de Barcelona con Salvador Illa y Pilar Díaz

En el año 2018 se inició en una nueva pasión: el running. Una afición que comenzó corriendo en el parque agrario del Baix Llobregat, su comarca, y que le ha llevado a completar carreras como la media maratón de Barcelona (2022 y 2023) y Milán (2022), la maratón de Barcelona (2023 y 2024) o la tradicional carrera de la Behobia - San Sebastián (2022 y 2023). 
Desde 2023 se inició a correr en trail, donde ya ha participado en carreras de montaña como la Roca Negra (2023 y 2024), la Trail del Moxeró (2024), la Pota Roja (2024) y la media maratón de Senders de Can Costa (2025).

## Publicaciones
Sonia Guerra es autora de diferentes artículos y libros sobre políticas sociales e igualdad de género, entre los que destacan:
- GUERRA, SÒNIA, “Pobresa i desigualtats socials a la Catalunya del segle XXI” en Informe Social 2013. Atur, pobresa i desigualtats a Catalunya, Barcelona, Fundació Rafael Campalans, 2013.
- GUERRA, SÒNIA, “Desigualtats i la visió de gènere” en Informe Social 2013. Atur, pobresa i desigualtats a Catalunya, Barcelona, Fundació Rafael Campalans, 2013.
- AAVV, “Proposta de protocol per a l’entrevista en els serveis bàsics d’atenció social”, Papers d’Acció Social, 11, Barcelona, Generalitat de Catalunya, 2010.
- GUERRA, Sònia, Sóc regidor/a de serveis socials, i ara què? Les principals 150 preguntes, Barcelona, Associació Catalana de Municipis, 2015 (edició actualitzada 2019).
- GUERRA, Sònia, Experiències viscudes. Visions del cos femení. Santboianes del segle XX, Sant Boi, Ajuntament de Sant Boi, Pou Comú, 2005.
- GUERRA, Sònia i MOLAS, Maria Dolors (editores), Morir en femenino. Mujeres, ideología y prácticas funerarias desde la prehistoria a la tardoantigüedad, Barcelona, Edicions de la Universitat de Barcelona, 2003.[9]
- GUERRA, SÒNIA, “Hiéreme en el vientre. Poder, violencia y maternidad en la Domus Augusta” en MOLAS, Dolors (edra.), Violencia deliberada. Actas del I Simposio Internacional sobre las violencias de género, Barcelona, Icaria, 2007.
- GUERRA, SÒNIA, “La violencia del poder” en MOLAS, Dolors (edra.), La violencia de género en el mundo antiguo, Madrid, Instituto de la Mujer, 2006.
- GUERRA, SÒNIA, “Mito y violencia sexuada en las Metamorfosis de Ovidio” en MOLAS, Dolors (edra.), La violencia de género en el mundo antiguo, Madrid, Instituto ¡de la Mujer, 2006
- GUERRA, SÒNIA, “Autoridad y poder en los discursos de Fulvia y Hortensia” en MOLAS, Dolors (edra.), La violencia de género en el mundo antiguo, Madrid, Instituto de la Mujer, 2006.
- GUERRA, SÒNIA, “Reflexiones sobre la violencia en compañía de Victoria Sau”, en RIUS, Rosa (edra.) Sobre la guerra y la violencia en el pensamiento feminista (1914-1989), Barcelona, Universitat de Barcelona, 2006.
- GUERRA, SÒNIA, “Mediaciones femeninas en las Vidas Paralelas de Plutarco”, Actes del VIII Simposi Internacional de la Societat Espanyola de Plutarquistes. Plutarc a la seva època: Paideia i Societat. Barcelona, Universitat de Barcelona, 2005.
- GUERRA, SÒNIA, “Antígona: nacida para el sacrificio”, en Morir en femenino. Mujeres, ideología y prácticas funerarias desde la prehistoria a la tardoantigüedad, Barcelona, Edicions de la Universitat de Barcelona, 2003.
- GUERRA, SÒNIA, “EL cuerpo femenino en los poemas homéricos”, en MOLAS, Mª Dolors (ed.), Vivir en femenino. Estudios de mujeres en la antigüedad, Barcelona, Edicions de la Universitat de Barcelona, 2002.